# DANCE DANCE DANCE
「DANCE DANCE DANCE」は、西島隆弘のソロ名義「Nissy」の3rdシングル。2015年7月1日に発売。今回の作品はmu-moショップ限定発売。また、MVには堀田茜が出演。

## 収録曲

### CD
1. DANCE DANCE DANCE (3:16) 
作詞：SHIROSE from WHITE JAM、作曲：SHIMADA
2016年、作詞を担当したSHIROSEが所属するWHITE JAMがセルフカバーした（ベストアルバム『WHITE JAM BEST』収録）[1]。
2. DANCE DANCE DANCE inst (3:16)

### DVD
1. DANCE DANCE DANCE Music Video（オフショットエンドロール付き）
2. DANCE DANCE DANCE メイキング映像
3. Lippy??